# Crna ribizla
Crna ribizla (lat. Ribes nigrum) vrsta je bobičastog voća koja pripada rodu Ribes. Crna ribizla ima plod u obliku grozda i raste na velikom grmu. Posle kupine je najmlađa voćna vrsta u našim proizvodnim zasadima. Raste u centralnoj i severnoj Evropi i severnoj Aziji. To je grm srednje veličine koji može da naraste i do 1,5m visine. Ima jednostavne nazubljene listove i male crvenkaste cvetove sa pet latica. Plodovi su vrlo tamne i ljubičaste boje, imaju sjajnu kožicu i sadrže nekoliko semenki. Sazrevaju preko leta.
Otporna je na zimu, mada mraz u vreme cvetanja tokom proleća može smanjiti veličinu useva. Grozdovi malih, sjajnih crnih plodova razvijaju se duž stabljika tokom leta i mogu se brati ručno ili mašinski. Oplemenjivanje je uobičajeno u Škotskoj, Poljskoj, Litvaniji, Letoniji, Norveškoj i Novom Zelandu da bi se proizvelo voće sa boljim jestivim kvalitetima i žbunje veće otpornosti i otpornosti na bolesti.
Sirovo voće je posebno bogato vitaminom C i polifenolima. Crna ribizla se može jesti sirova, ali se obično kuva u slatkim ili slanim jelima. Koriste se za pravljenje džemova, marmelada i sirupa, i komercijalno se uzgajaju za tržište sokova. Plod se takođe koristi za pravljenje alkoholnih pića i boja.

## Opis
Ribes nigrum, crna ribizla je grm srednje veličine, naraste do 1,5 sa 1,5 m (49 sa 49 stopa). Listovi su naizmenični, jednostavni, široki i dugački od 3 do 5 cm (1 1⁄4 do 2 in) sa pet dlanastih režnjeva i nazubljenim rubom. Svi delovi biljke su jako aromatični. Cveće se proizvodi u grozdovima poznatim kao „strige” dužine do 8 cm (3 in) koje sadrže deset do dvadeset cvetova, svaki od oko 8 mm (3⁄8 in) u prečniku. Svaki cvet ima dlakavu čašicu sa žutim žlezdama, čijih su pet režnjeva duži od neupadljivih latica. Postoji pet prašnika koji okružuju tučak i žig, i dva spojena plodišta. Cvetovi se otvaraju uzastopno od osnove strune i uglavnom se oprašuju insektima, ali se deo polena prenosi i vetrom. Polenovo zrno koje se spusti na stigmu će proklijati i poslati tanku polenovu cev niz stil do semenice. U toplom vremenu to traje oko 48 sati, dok u hladnom vremenu može potrajati nedelju dana, a do tog vremena, ovula je možda prošla fazu u kojoj je prijemčiva. Ako je manje od oko 35 ovula oplođeno, plod se možda neće moći razviti i prerano će pasti. Mraz može oštetiti neotvorene i otvorene cvetove kada temperatura padne ispod −1,9 °C (28,6 °F). Cveće u podnožju trake je više zaštićeno lišćem i manje je verovatno da će biti oštećeno.
Sredinom leta grančice zelenog voća sazrevaju u jestive bobice, veoma tamnoljubičaste boje, skoro crne, sa sjajnom korom i postojanim čašicama na vrhu, od kojih svaka sadrži mnogo semenki. Određeni grm može da proizvede oko 4,5 kilograma (10 funti) voća svake godine.
Biljke iz severne Azije se ponekad izdvajaju kao posebna sorta, Ribes nigrum var. sibiricum, čijim se sinonimom smatra Ribes cyathiforme.

## Značaj ploda ribizle
Plod crne ribizle ima veliku hranljivu, terapeutsku i tehnološku vrednost a naročito je bogat u sadržaju vitamina C i antocijanina. Odlikuje se specifičnim mirisom. Sadrži dosta šećera, belančevina mineralnih supstanci i tanina.
Plod ribizle koristi se za jelo u svežem stanju, pored toga služe za spravljanje raznih prerađevina: sokovi, džemova, želea, marmelada, sirupa, u konditorskoj industriji kao dodaci u pravljenju bombona, čokolada, kremova, pudinga i dr.
U farmaceutskoj industriji se koriste i plod i list ribizle, posebno crne. Plod ribizle i njegove prerađevine potpomažu normalizaciji i stabilizovanju krvnog pritiska, posebno je preporučljiv za osobe koje imaju visok pritisak, zatim u popravci krvne slike posebno kod malokrvnosti. Utvrđeno je da sok crne ribizle pomaže pri lečenju krvarenja desni i proširenih vena i da pozitivno utiče na povećanje nivoa koncentracije potrebne kod mnogih zanimanja i pri učenju.

## Uslovi potrebni za podizanje zasada ribizle

### Klimatski uslovi
Uslovi sredine bitno utiču na dugovečnost, rodnost, kvalitet plodova i na ukupnu rentabilnost gajenja ribizle, posebno crne.
Crna ribizla najbolje uspeva i rađa u humidnim planinskim područjima nadmorske visine od 600 do 800 m koja se odlikuju prohladnim letom, velikom količinom padavina i visokom prirodnom vlažnošću vazduha. Uz to biljke treba da su dobro osvetljene i zaštićene od jakih vetrova. Ribizla ne podnosi jaku insolaciju ali ni zasenu.
Crna ribizla dobro podnosi niske zimske temperature, u toku dubokog zimskog odmora čak i do – 30 °C. Cvetovi vodećih sorti ribizle mogu da izdrže temperature vazduha i do – 6 °C bez oštećenja.
Osetljiva prema velikim vrućinama i pripekama kao i dužim sušnim intervalima što dovodi do paleža i prevremenog otpadanja lišća.
Za ribizlu su najpovoljnije srednje letnje temperature vazduha od 17 do 18 °C . U pogledu potreba za vodom ribizla je hidrofilna biljka i zahtevnija je od maline i drugih jagodastih voćaka. Količina padavina od najmanje 800 mm godišnje u jednom području omogućuju rentabilno gajenje ove voćke. Od toga je potrebno bar 400 mm u toku vegetacije po mogućstvu što ravnomernije raspoređeno. Zasade ne treba podizati na lokacijama koje su direktno izložene hladnim i pojačanim vetrovima naročito, zapadnim i severnim.

## Priprema zemljišta za sadnju
Eksploatacioni period ribizle je 20 i više godina odnosno ona ostaje na jednom mestu i više od tog perioda. S' obzirom na dubinu prostiranja korena ribizle duboko oranje ili rigolovanje izvesti do dubine od 35 – 40 cm niz nagib. Ako je nagib veliki i prelazi 5°, oranje obaviti ukoso tako da ne bude zadržavanja vode a da se istovremeno postigne njeno lagano oticanje bez erozije.
Posle dubokog oranja zemljište treba da odleži oko mesec dana da ispuca i da se usitni. Zatim se pristupa njegovoj daljoj pripremi koja se sastoji u iznošenju i rasturanju stajnjaka i njegovom zaoravanju, odnosno mešanju sa zemljom putem frezerovanja. Na osnovu stanja humusa u zemljištu potrebna količina je 30 do 50 t/ha dobro zgorelog ovčijeg ili goveđeg stajnjaka. U isto vreme treba dodati i sredstva za kalcifikaciju ako je zemljište kiselo.
Kultiviranje ili frezerovanje kombinovano sa setvospremačem za završnu finu obradu zemljišta izvodi se neposredno pred samu sadnju bilo u jesen ili u proleće.

## Način gajenja ribizle
Najčešći sistem gajenja ribizle je u jednoredu u neprekidnom nizu bez naslona a pojedinačne biljke u obliku žbuna. Optimalno rastojanje u zasadu je 2,5 m između redova i 1 m u redu između biljaka (2,5 x 1m) odnosno 4.000 biljaka po hektaru. Time se obezbeđuje maksimalno korišćenje životnog prostora, dobar i nesmetan prolaz mehanizacije a pri ovakvom sklopu biljaka postižu se maksimalni prinosi po hektaru (preko 20 t).

## Sadnja ribizle
Sadnja se može obavljati u jesen od otpadanja lišća pa do kretanja vegetacije u proleće. Bolja jesenja sadnja s’ obzirom na rano kretanje vegetacije ove voćke. Za sadnju se kopaju rupe dimenzija 40 x 40 cm. Po završenoj sadnji dodati oko svake sadnice po 100 do 120 g (jedna šaka) kompleksnog mineralnog đubriva NPK 10:12:26 ili 8:16:24. Pri prolećnoj sadnji obavezno je zalivanje sa 3 do 5 l vode po sadnici.

## Nega zasada u podizanju
Rano u proleže po otapanju snega izvršiti prvo plitko prašenje između redova a u redu pažljivo plevljenje korova. Tokom leta, obaviće se nekoliko prašenja i plevljenja korova (3 do 4) kako bi se zasad normalno razvijao. Upotreba herbicida se ne preporučuje.
U toku prve godine u međurednom prostoru preporučuje se gajenje pasulja čučavca, graška, industrijske boranije i sl. a nije dozvoljeno gajenje krompira, jagode, kukuruza i sl.
U slučaju izražene suše potrebno je izvršiti navodnjavanje sa količinom od 5 do 10 l vode po jednoj biljci što zavisi od stepena suše i spoljnih temperatura.
Nega ribizle u drugoj i trećoj godini posle sadnje slična je kao i u prvoj godini uz veći utrošak radne snage, đubriva i hemijskih sredstava saglasno razvijenosti žbunova.
Na kraju treće odnosno na početku četvrte godine na dobro razvijenom žbunu ribizle treba da ima 5 do 6 jednogodišnjih, 5 do 6 dvogodišnjih i 4 do 5 trogodišnjih grana.
U trećoj godini očekuju se prvi prinosi od po 1 do 1,2 kg po žbunu što iznosi 4 do 5 t/ha.

## Nega zasada u punoj eksploataciji
Zasad ribizle ima relativno dug eksploatacioni period oko 20 godina i da bi sav taj period redovno i obilno plodonosio potrebno je svake godine primeniti punu agrotehniku koja se sastoji u rezidbi, đubrenju, obradi i održavanju zemljišta bez korova, navodnjavanju i zaštiti zasada od prouzrokovaoca bolesti i štetočina. Rezidba ribizle je specifična i veoma značajna mera. Od nje zavisi rodnost, kvalitet plodova i dugovečnost zasada.
Đubrenje zasada ribizle u punoj eksploataciji ima za cilj obnovu i porast novih bujnih grana svake godine i obezbeđenje redovnih visokih prinosa. Organsko đubrivo – stajnjak primenjuje se svake treće godine u količini 30 do 40 t po hektaru. Rastura se u jesen (sredinom oktobra) i odmah zaorava na dubinu od 15 do 20 cm.
Zaštitu ribizle treba sprovesti prema programu koji je prilagođen da najefikasnije suzbije širenje ekonomski najznačajnijih bolesti i štetočina a da pri tom plodovi imaju što manje ostataka pesticida i da se najmanje zagadi ekološka sredina.

## Berba ribizle
Ribizla ima nežne i osetljive plodove koji posle berbe nemaju sposobnost da naknadno dozrevaju. Zbog toga se mora pravilno odrediti momenat berbe a to je kad su plodovi zreli ali ne i prezreli. Vecina sorti ribizle sazreva ujednačeno pa se berba može obavljati jednokratno a najviše u dva navrata.

## Sok od crne ribizle
Sok od crne ribizle je popularan i ukusan napitak koji je višestruko koristan za zdravlje ljudi. Njega svakako treba piti, a pogotovo u letnjim mesecima jer daje brz efekat osvežavanja. Tokom ostalih meseci u godini, njega možete koristiti i kao svojevrsni tradicionalni lek protiv mnogih bolesti. Kao takav zastupljen je u narodnoj medicini i dan danas.

## Lekovitost i hranljiva vrednost
O bobicama crne ribizle se često govori kao o super-voću, jer sadrže visoke količine anti-oksidanasa u sebi. Crna ribizla je omiljena kod ljudi zbog visoke koncentracije vitamina, vlakana i drugih blagotvornih sastojaka koji se u njoj mogu naći. Sok od crne ribizle se pokazao korisnim za ljude na brojne načine. Istraživači kažu da crna ribizla sadrži duplo veću količinu anti-oksidanasa od borovnice, 4 puta više Vitamina C od pomorandže i 2 puta veću količinu kalijuma nego što se može naći u bananama. Lekari sa Novog Zelanda i iz Švedske takođe tvrde da se konzumacijom bobica crne ribizle kontroliše nivo krvnog pritiska, popravlja stanje kod patologije kože poput psorijaze i dermatitisa i dobija zdravo čulo vida. Crna ribizla je prirodni lek za tretman dijareje i velikog kašlja.
Sok od crne ribizle ubrzava metabolizam, zbog čega je veoma koristan za mršavljenje. Prebogat je vitaminom B5, B6 i B1. Ova kombinacija je ključna za održavanje i unapređenje metaboličkih procesa u vašem telu. Samim tim, njegov slatkast ukus će vas okrepiti. Ovo je odlična zamena za razna druga pića koja su prepuna štetnih šećera.
Jedan je od najboljih napitaka koji uspešno deluje protiv anemije, zbog čega ga rado piju deca, adolescenti i trudnice. Samo jedna čaša daće vam 20 procenata dnevno preporučenih unosa gvožđa. Zbog toga je sok od crne ribizle za anemiju najbolji prirodni lek protiv ove bolesti.
Sprečiće upalne procese koji mogu dovesti do većih oštećenja na kostima i zglobovima. Ove bobice sadrže gama-linoleinsku kiselinu. Tačnije tip omega-6 masne kiseline koja ima antiinflamatorno dejstvo. Zbog toga sirup od ribizla može pomoći protiv artritisa i bolova u kostima i zglobovima.

## Neželjni efekti
Trudnice treba da izbegavaju jer nije utvrđeno kako utiče na bebe. Deca i stariji ljudi treba da ga konzumiraju oprezno. Osobe koje imaju bolesti vena, hemofiliju ili uzimaju lekove za razređivanje krvi ne smeju da piju sok od ribizle jer on može povećati protok krvi.

## Spoljašnje veze
- Crna ribizla
- PFAF Plant Database — Ribes nigrum Blackcurrant — characteristics, cultivation, uses.
- Berry Crops Grower's Guide
- The Blackcurrant Foundation
- Gajenje ribizle